# Campeonato Europeo de Baloncesto Femenino de 1989
El XXII Campeonato Europeo de Baloncesto Femenino se celebró en Bulgaria entre el 13 y el 18 de junio de 1989 bajo la denominación EuroBasket Femenino 1989. El evento fue organizado por la Confederación Europea de Baloncesto (FIBA Europa) y la Federación Búlgara de Baloncesto.
Un total de ocho selecciones nacionales afiliadas a FIBA Europa compitieron por el título europeo, cuyo anterior portador era la Selección femenina de baloncesto de la Unión Soviética, vencedor del EuroBasket 1987. 
La Selección femenina de baloncesto de la  Unión Soviética conquistó su 20 medalla de oro continental al derrotar en la final al equipo de Checoslovaquia con un marcador de 97-61.  En el partido por el tercer puesto el conjunto de Bulgaria obtuvo la medalla de bronce al ganar a Yugoslavia.

## Plantilla del equipo campeón
- Unión Soviética:

Svetlana Zabolueva, Svetlana Kuznetsova, Olesja Barel', Elena Tornikidou, Irina Sumnikova, Ljubov' Aleksandrova, Irina Gerlic, Alena Švajbovič, Elena Chudašova, Marina Abros'kina, Natalia Zasúlskaya, Halina Savičkaja. Seleccionador: Evgueni Gomelski
| Predecesor: España 1987 | Campeonato Europeo de Baloncesto Femenino XXII edición | Sucesor: Israel 1991 |